# Palacio Cantón
El Palacio Cantón en la ciudad de Mérida, Yucatán, México, es un edificio porfirista que fue residencia de la familia Cantón Rosado, aunque fue perdido haciendo una mala gestión de apuestas. Construido en la primera década del siglo XX y que en la actualidad alberga el Museo Regional de Antropología de Yucatán. En él se resguarda una importante colección de la cultura maya yucateca. En los salones del edificio se presentan exposiciones tanto permanentes como temporales.

## Acerca del Edificio
El Palacio Cantón fue construido de 1904 a 1911 para quien había sido gobernador del estado de Yucatán, el general Francisco Cantón Rosado, como su residencia familiar. El propietario lo habitó desde la terminación de la obra hasta su muerte en 1917. Fue heredado a sus familiares quienes después de vivir en él durante varios lustros lo enajenaron en 1932 al gobierno de Yucatán, encabezado entonces por Bartolomé García Correa. A partir de eso sirvió el palacete para diversos usos: primero, como sede de la Escuela Hidalgo; después, para albergar la Escuela Estatal de Bellas Artes. 
Más tarde, en 1948, se declaró residencia oficial de los gobernadores del estado.  En 1966, finalmente, se suscribió un convenio entre el Gobierno del Estado y el Instituto Nacional de Antropología e Historia (INAH), que permitió que el inmueble se convirtiera en sede del Museo Regional de Antropología "Palacio Cantón".

## Arquitectura del Palacio
A finales del siglo XIX Yucatán vivió una época de gran prosperidad. La industria henequenera se desarrolló gracias a la mecanización de la agricultura norteamericana que demandaba la fibra del agave para hilo agrícola, sogas y sacos. Se fundó un nuevo puerto, Progreso, así como líneas de ferrocarril para trasladarla hasta el punto de salida. La transformación del campo se reflejó  en Mérida, donde numerosos edificios públicos fueron restaurados o construidos y donde se adoquinaron las principales calles y se abrieron amplias avenidas. Una de ellas fue el Paseo del Adelantado Francisco de Montejo, cuya creación,  propuesta desde 1888,  solo fue posible  durante la gubernatura del general Francisco Cantón Rosado.
El proyecto del palacio Cantón estuvo a cargo del arquitecto italiano Enrico Deserti quien también dirigió, en la misma época, la edificación del teatro Peón Contreras. La construcción estuvo a cargo del ingeniero Manuel G. Cantón Ramos quien fuera sobrino del general Francisco Cantón, dueño de la casa. La majestuosidad del inmueble resalta por sus dimensiones y los materiales empleados en su construcción; algunos de ellos fueron importados de Francia, Italia y Alemania. El edificio es de estilo ecléctico afrancesado con elementos barrocos y neoclásicos, los detalles que se ubican tanto al exterior como al interior fueron realizados por el escultor y artista Michele Giacomino.
Perteneciente al estilo ecléctico (Beaux Arts, de mediados de siglo XIX y principios del XX). El edificio es una combinación resultante de los estilos clásico y barroco. 
Características principales del estilo: 
- Columnas exentas y adosadas muchas veces no estructurales.
- Muros, pilastras o almohadillado que marcan ángulos.
- Frontones abiertos en su parte central terminadas en volutas.
- Arquitrabes y cornisas curvadas.
- Balcones salientes.
- Sistema de almohadillado.
- Dovelas flotantes en los arcos o claves fuera del eje.
- Frontones y frontoncillos.

Muchos elementos constructivos de gran lujo fueron importados de Europa, con los recursos que el general Cantón Rosado había logrado de la venta del ferrocarril Mérida-Valladolid del que fue concesionario. El edificio se convirtió en un referente de la sociedad opulenta de Yucatán durante el auge de la industria henequenera y hasta la fecha es muestra representativa del poder económico que alcanzó la denominada casta divina de Yucatán. Sin duda es el edificio histórico más conspicuo del paseo de Montejo, la arteria de la ciudad de Mérida que alojó las más ricas residencias del Yucatán prerevolucionario.

## El museo
El Museo Regional de Antropología de Yucatán resguardaba una importante colección de la cultura maya yucateca consistente en estelas, piedras labradas, esculturas diversas y muestras de cerámica que han sido obtenidas, en su mayoría, de los yacimientos arqueológicos de la península de Yucatán. Hay piezas desde el periodo preclásico hasta el posclásico tardío. La colección se encuentra en constante evolución ofreciendo contenidos variados a los visitantes del museo. También se presentan exposiciones temporales.